# Diradamento selettivo
Diradamento selettivo (The Winnowing), tradotto anche come La selezione, è un racconto di fantascienza del 1976 dello scrittore Isaac Asimov. Fu pubblicata per la prima volta nel febbraio 1976 sulla rivista Analog Science Fiction e compare nella raccolta Antologia del bicentenario (The Bicentennial Man and Other Stories, 1976), tradotta in italiano nel 1977. In realtà il racconto era stato commissionato da William Levinson per essere pubblicato su Physician's World nel giugno del 1975, ma la rivista smise di essere pubblicata prima di quella data.

## Trama
All'alba del XXI secolo, il dottor Aaron Rodman, inventa una lipoproteina (siglata LP) capace di legarsi alle membrane cellulari, in modo selettivo, a seconda della composizione chimica della stessa - diversa da organismo a organismo - per effettuare un qualsiasi cambiamento desiderato, sia benefico (aprire i canali del glucosio in un diabetico) sia letale (chiudere i canali della lisina).
Nel 2005 la popolazione terrestre era arrivata a 6 miliardi, e sarebbe stata di 7 se non ci fossero state carestie. Il cibo è severamente razionato, ma i paesi del primo mondo, danno solo le briciole a quelli del terzo. Così Peter Affert, presidente dell'Organizzazione Mondiale per l'Alimentazione, si presenta da Rodman, come faceva ogni sera da molto tempo, per fargli una proposta di dubbia moralità: eliminare la sovrappopolazione di alcune zone del pianeta, inserendo la sua LP nelle scorte alimentari.
Il biochimico si oppone, in quanto i posti da colpire erano tutti paesi poveri e pensando anche che ci sarebbero potuta essere un'alternativa, come ad esempio, trasferire le abbondanti riserve dai paesi ricchi a quelli meno fortunati. Ma Affert è categorico, e gli dà un ultimatum, entro il quale, se non si sarebbe deciso a collaborare, avrebbe tolto i viveri non solo a lui, ma anche a tutta la sua famiglia.
Quindi, tutti e quindici i segretari dell'Organizzazione si presentano nel suo laboratorio, dando per scontato la sua risposta, ma durante la conferenza Rodman offre ai già paffuti visitatori dei sandwich. Dopo lo spuntino, lo scienziato rivela a tutti che quei panini in realtà contenevano anche la sua LP, consegnandoli nelle mani della sorte in quanto essa non era programmata a dovere per agire su ogni singola variabile membranale dei segretari stessi (anche se statisticamente ne avrebbe dovuto uccidere un 70%).
Rodman così fa provare ai suoi aguzzini quello che avrebbero voluto fare loro ai danni di miliardi di persone, e messo a spalle al muro confessa che anche il suo sandwich conteneva la lipoproteina, solo che quella che aveva ingerito lui era stata programmata appositamente per le sue membrane cellulari, cosa che lo avrebbe ucciso di li a poco senza possibilità di scampo.